# ディズニー・ルネサンス
ディズニー・ルネサンス（英語: Disney Renaissance）とは、ウォルト・ディズニー・カンパニーの歴史において、1990年代頃にウォルト・ディズニー・フィーチャー・アニメーション（現ウォルト・ディズニー・アニメーション・スタジオ）によって制作・公開されたアニメーション映画が相次いで商業的成功を収め、ウォルト・ディズニー・カンパニーに対する世間と評論家の関心を取り戻すなど、ディズニーが長編アニメーション映画部門における創造的な再起を経験した時代を指す。
1980年代に入って長編アニメ映画界において低迷期を迎えていたディズニー・アニメーションは、1989年の『リトル・マーメイド』に始まり、『ビアンカの大冒険 ゴールデン・イーグルを救え!』（1990）、『美女と野獣』（1991）、『アラジン』（1992）、『ライオン・キング』（1994）、『ポカホンタス (映画)』（1995）、『ノートルダムの鐘』（1996）、『ヘラクレス』（1997）、『ムーラン』（1998）、そして『ターザン』（1999）の10作品を制作・公開、多くの作品が高評価・好成績を挙げたことにより、この間の時代を指して「ディズニー・ルネサンス」と呼ぶ。また、1950 - 70年代の「第1次黄金期」から数えて「第2次黄金期」とも呼ばれる。

## バックグラウンド：1980年代の暗黒時代

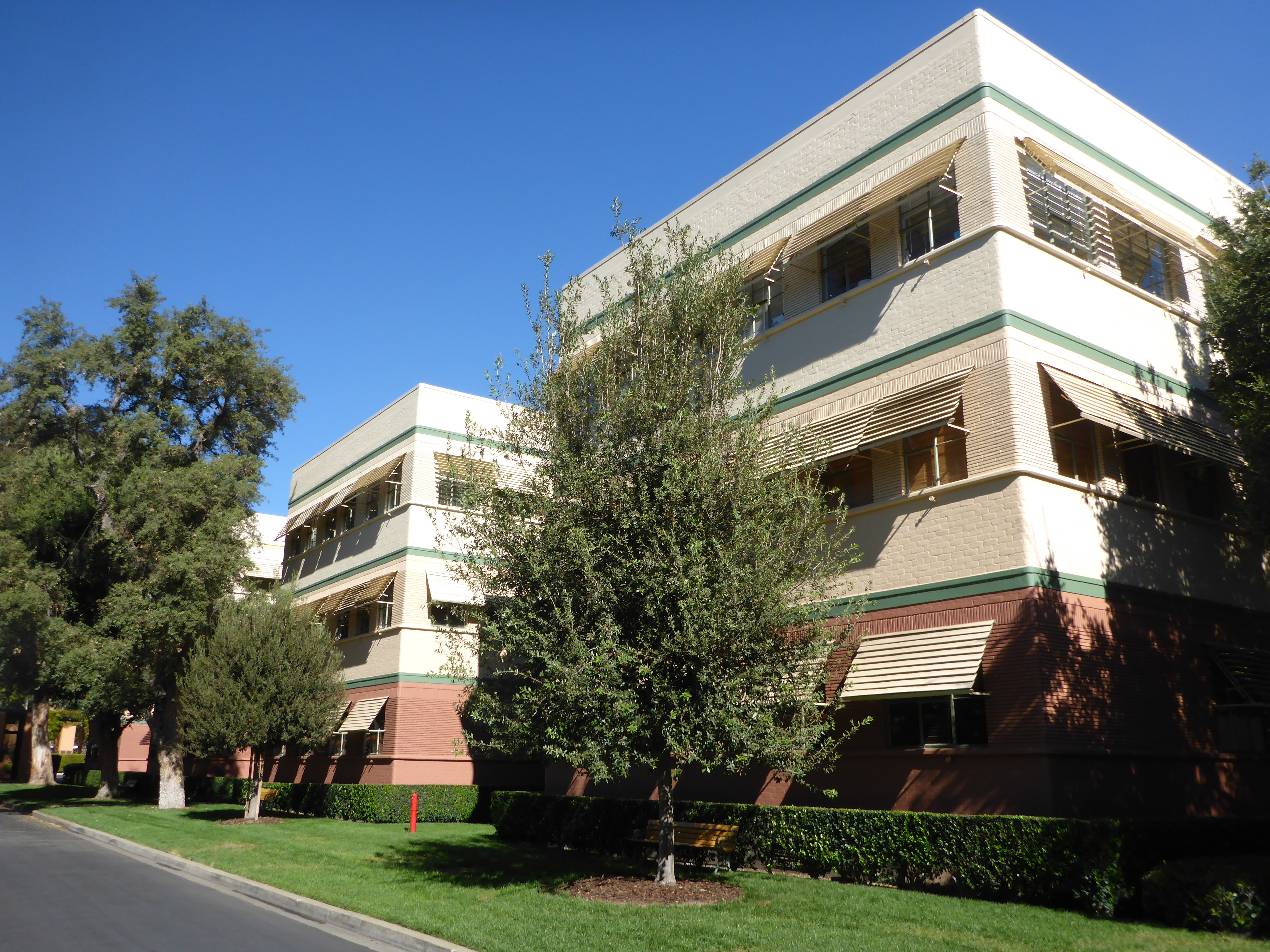
ウォルト・ディズニー・スタジオのオリジナルのアニメーションビル。1985年にアニメーション部門は引き払った。

ウォルト・ディズニー（1966年没）とロイ・O・ディズニー（1971年没）の死後、ウォルト・ディズニー・スタジオの経営はドン・B・テータム、E・カードン・ウォーカー、ロナルド・W・ミラーらの手に委ねられていたものの、第1次黄金期を支えていたナイン・オールドメンの相次ぐ引退などの影響もあり、かつてほどの好成績をあげることができずにいた。特に『きつねと猟犬』の製作中に、長きに渡ってアニメーターを務めたドン・ブルースが11人のアニメーターを連れてディズニーを去り、彼自身のスタジオ（「ドン・ブルース・プロダクションズ」）を設立したことはディズニーに強い衝撃を与えた。多くのアニメーターが去ったことで『きつねと猟犬』の制作が遅れる一方で、ドン・ブルース・プロダクションズは1982年に『ニムの秘密』を制作。『きつねと猟犬』自体は結果的に最後のナイン・オールドメン参加作品となったことで成功を収めたものの、ブルースの会社は後にアニメーション産業の中でディズニーの主な競争相手となった。
その後、投資家ソール・スタインバーグによる実質的な「乗っ取り」からかろうじて逃れたディズニーは大きな組織変革を行った。1984年にパラマウント・ピクチャーズのマイケル・アイズナーがCEOに就任し、元同僚であるジェフリー・カッツェンバーグも参加、ワーナー・ブラザース・ピクチャーズのフランク・ウェルズが社長に就任した。1985年には実写映画制作部門拡大のために、アニメーション部門はバーバンクにあるディズニーのメインスタジオから東に3.2kmほど離れたグレンデールの格納庫、倉庫、トレーラーなどで構成された簡易拠点に移転した。そして、PG指定作品の『コルドロン』（1985年）がヒットせず、アニメーション部門の将来がさらなる危機にさらされることとなった。30年来のスタジオの方針に反し、同社はテレビアニメーション部門（現在のディズニー・テレビジョン・アニメーション）を設立し、「ダックテイル」などの番組を制作することになった。1984年に退社したロイ・E・ディズニーは、スタジオの本業であるアニメーションを守るため、アイズナーを説得し、再びアニメーション部門を指揮することになった。

### 1986年 - 1988年：『オリビアちゃんの大冒険』、ディズニーVSドン・ブルース、宮崎駿が与えた影響、『オリバー ニューヨーク子猫ものがたり』

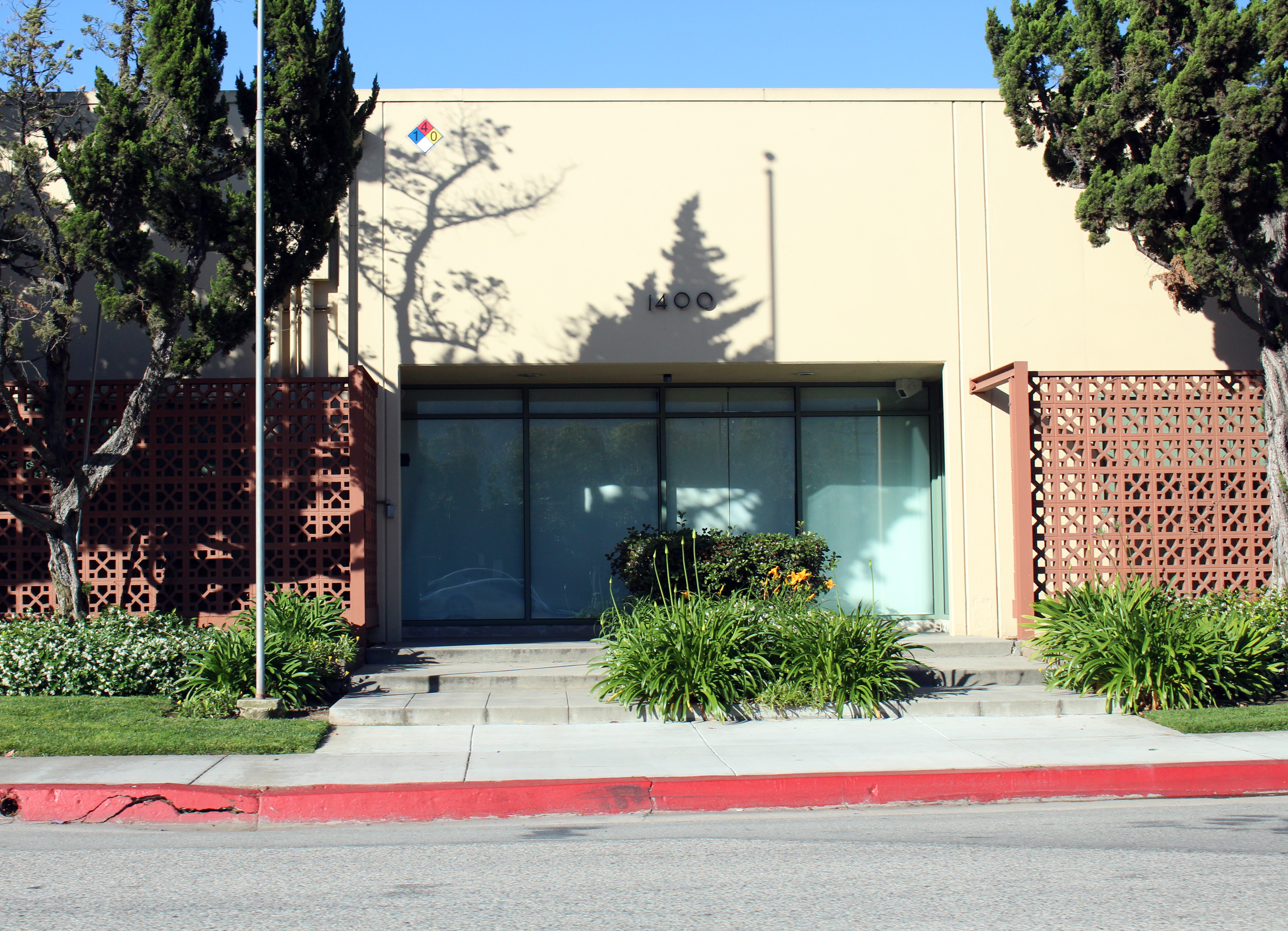
グレンデールのフラワーストリート1400番地。

1986年、ブルースが『アメリカ物語』を公開した傍らディズニーは『オリビアちゃんの大冒険』を公開。成績自体は悪くはなかったものの初公開で高い興行収入を記録した『アメリカ物語』には及ばず、「暗黒時代」ともいうべき低迷期を抜け出すことは容易ではなかった。
『オリバー ニューヨーク子猫ものがたり』は、後に『リトルフットの大冒険/謎の恐竜大陸』と同日公開されることになる（1988年）。『リトルフットの大冒険/謎の恐竜大陸』 は、これまでの『アメリカ物語』の記録を塗り替え、世界興行収入No.1のアニメーション映画となったが、『オリバー ニューヨーク子猫ものがたり』は全米興行収入No.1を記録し、ディズニーの映画に対する興行収入増加の時代を切り開くこととなった。
そんな中で1988年、ブルースの下で『アメリカ物語』と『リトルフット』の演出家を務めたスティーヴン・スピルバーグと共に、実写とアニメを組み合わせた『ロジャー・ラビット』を制作。この映画は批評的にも商業的にも成功を収め、技術的功績として3つのアカデミー賞を受賞。ディズニー劇場アニメーションに対する世間の関心を取り戻す足掛かりとなった。この後、スピルバーグはロジャー・ラビットの短編映画3つの製作に協力した。
ディズニー・ルネサンスは、ドン・ブルースのアニメーション作品との対抗や、海外のアニメーションの動向、特に日本人アニメーター宮崎駿のスタジオジブリによるアニメーションが大きな影響となった。モンキー・パンチの漫画を原作としたテレビアニメの劇場用映画として制作した『ルパン三世 カリオストロの城』（1979年）は、『オリビアちゃんの大冒険』のクライマックスに影響を与え、ディズニー・ルネサンスへの道を開くことになった。クライマックスシーンの2分間にはCGIが使用され、ディズニー映画として初めてコンピュータ・グラフィックスが広く使用され、ディズニーは映画の宣伝に活用することになった。ディズニー映画の代表的なアニメーターであるグレン・キーンも、宮崎の作品がディズニーのアニメーション映画に「大きな影響を与えた」と評価している。

## タイムライン (1989年–1999年)

### 1989年：『リトル・マーメイド』

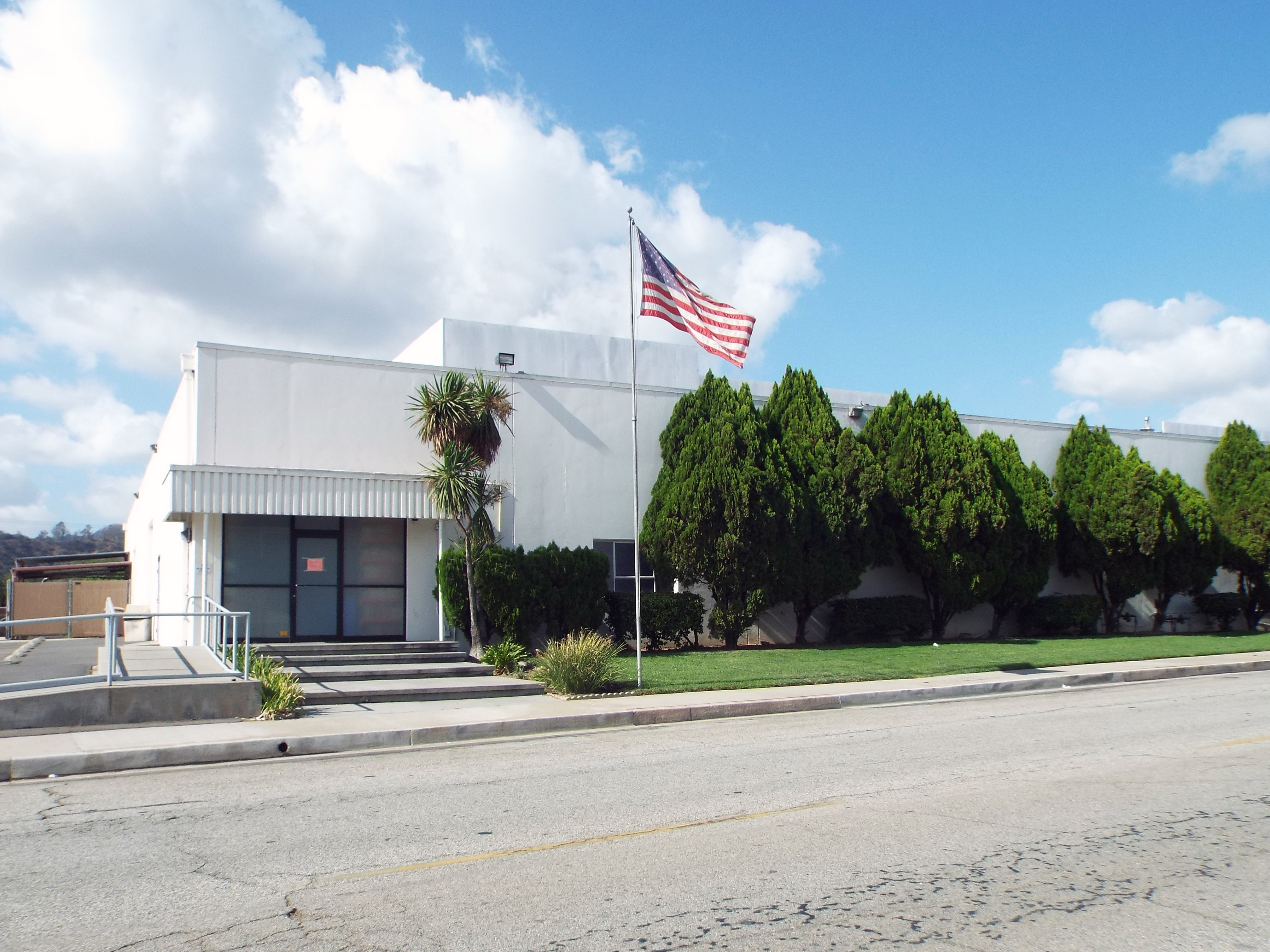
グレンデールのエアウェイ1400番地。

前年(1988年)『ロジャー・ラビット』の制作後、ディズニーはかねてから制作を計画していた『人魚姫』のアニメ化をよりブロードウェイ・ミュージカルを感じさせるミュージカルアニメとして実現することを決定した。それに伴い、『リトル・ショップ・オブ・ホラーズ』などのブロードウェイ・ミュージカルに携わった経験を持つ作詞家のハワード・アッシュマンと作曲家のアラン・メンケンをチームに招聘し、劇中歌の作詞作曲を任せた。1989年11月14日に公開された『リトル・マーメイド』は大成功を収め、同週に公開されたブルースの『天国から来たわんちゃん』を大きく上回る興行収入を獲得、最終的に『リトルフット』の最高興行収入のアニメ映画記録を破った。『リトル・マーメイド』は歌曲賞（「アンダー・ザ・シー」）と作曲賞の2つのアカデミー賞を受賞し、「キス・ザ・ガール」も歌曲賞にノミネートされた。

### 1990 - 91年：『ビアンカの大冒険 ゴールデン・イーグルを救え!』と『美女と野獣』
『ビアンカの大冒険 ゴールデン・イーグルを救え!』（1990年）は、ウォルト・ディズニー・フィーチャー・アニメーション製作した初の続編として公開された。主に好評を博したが、『リトル・マーメイド』ほどの興行収入は得られなかった。この作品は、ディズニーの新たなソフトウェアであるコンピューター・アニメーション・プロダクション・システム (CAPS)を全編に使用して製作された最初の作品として注目された。この時代の残りの手描きアニメーション映画は、CAPSを使って制作されることになる。
『美女と野獣』（1991年）はディズニーの次の作品で、この映画は高い評価を受け、興行面でも大ヒットとなった。アカデミー作品賞にノミネートされた最初のアニメーション映画であり、同部門が5作品しかなかった時代（1944年～2008年）に作品賞にノミネートされた唯一のアニメーション映画であり、作品賞（ミュージカル・コメディ部門）、アカデミー賞作曲賞と歌曲賞（「ビューティー・アンド・ザ・ビースト」）の2部門を受賞した。『美女と野獣』はアカデミー賞録音賞にもノミネートされ、さらに歌曲賞にも2度ノミネートされた。当時ディズニーのアニメーション映画で最高の興行収入を記録したほか、アニメーション映画として初めて全米興行収入が1億ドルに達し、この興行成績のおかげで利益を生むグッズ展開も行われた。1994年には、ディズニー・ルネッサンス映画として初めてブロードウェイで上演された。

### 1992 - 94年：『アラジン』と『ライオン・キング』
『アラジン』と『ライオン・キング』がそれぞれ1992年と1994年に続き、どちらもそれぞれの公開年に最高世界興収を獲得した。この2作品については、『アラジン』が保持していた最高興収記録を『ライオン・キング』が更新するという出来事が起こっている。どちらの映画もアカデミー歌曲賞（「ホール・ニュー・ワールド」、「愛を感じて」）と作曲賞を受賞した。『アラジン』はさらに歌曲賞に1曲、録音賞、音響編集賞などにノミネートされ計5つ、『ライオン・キング』は歌曲賞に2曲が追加ノミネートされ計4つのノミネートをそれぞれ受けた。『アラジン』劇中歌の作詞作曲に当たっては、公開の前年に死去していたアッシュマンに代わってティム・ライスがプロジェクトに参加し、メンケンとともに制作した。『ライオン・キング』では、ライスはメンケンに代わって抜擢されたエルトン・ジョン、ハンス・ジマーとの共同制作を行った。

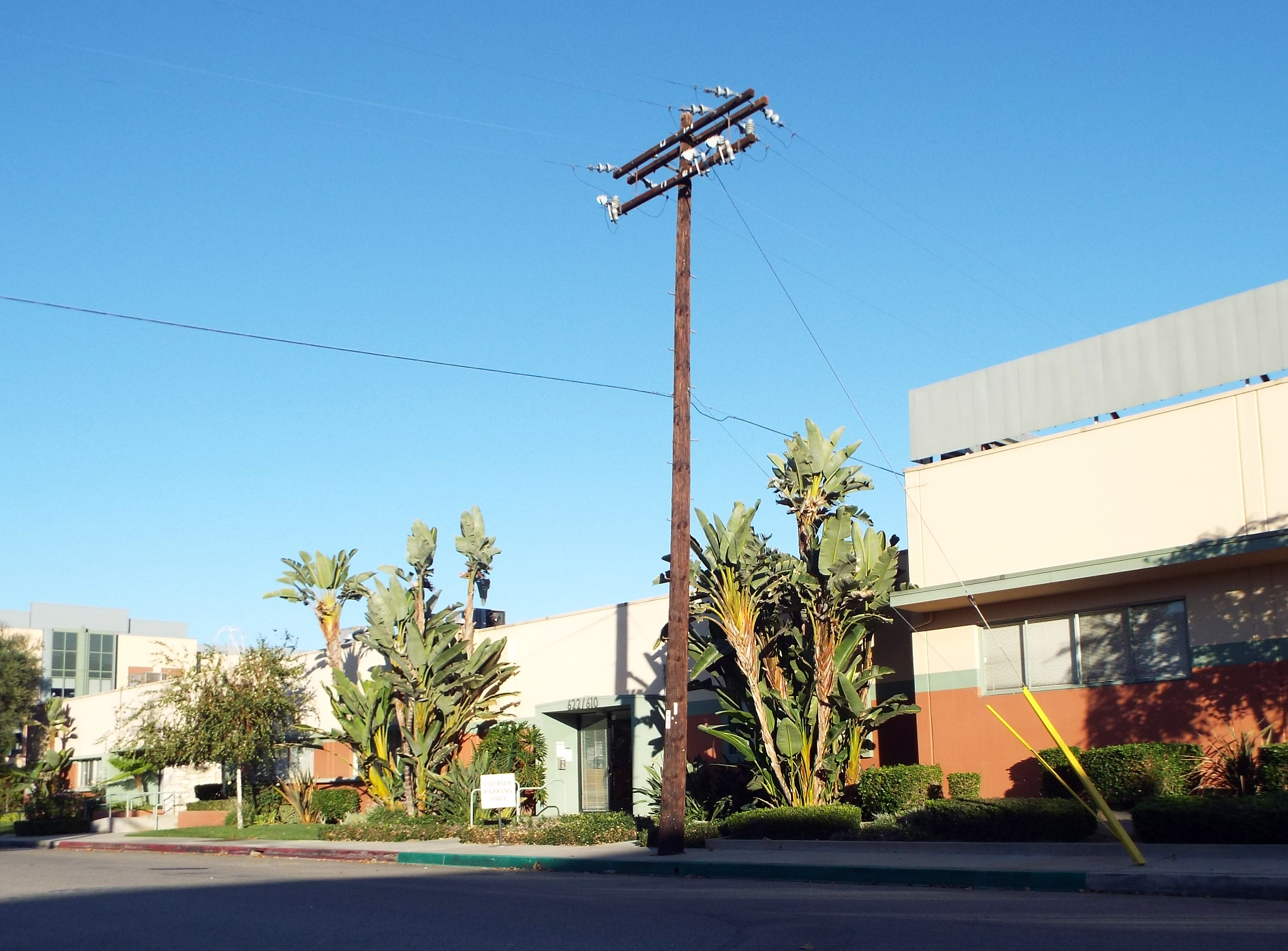
ハート・ダントン・ビル、サークル7ドライブ622/610

これら数々の成功のおかげで、ディズニーの経営陣は長編アニメーション作品に十分な資金を配分するようになり、それに伴いアニメーション部門の拠点は10年間グレンデールの簡易拠点に追いやられていた状態から取り戻すことができた。240,000平方フィートの建物がロバート・スターンによってデザインされ、1994年12月16日にバーバンクにあるディズニーのメインスタジオの通りを挟んだ向かいに開館した。
2つの作品を制作している合間に、ディズニーはアニメーションの手法を多様化し、1993年には元ディズニー・アニメーターのティム・バートンを起用して、ディズニー初の全編ストップモーションアニメ映画『ナイトメアー・ビフォア・クリスマス』を制作、同じく元ディズニーのアニメーターのヘンリー・セリックが監督した。

### 1995 - 97年：『ポカホンタス』、『ノートルダムの鐘』と『ヘラクレス』
1995年公開の『ポカホンタス』は3億4600万ドルの世界興収を得て、アカデミー歌曲賞（「カラー・オブ・ザ・ウィンド）と作曲賞を受賞したにも関わらず、公開時には賛否両論の批評がなされた。翌年公開の『ノートルダムの鐘』はディズニー初の予算1億ドル超のアニメーション映画であり、『ポカホンタス』に比べ公開時に好評価を受けていたが、興収面では3億2500万ドルと下回った。楽曲面では両作ともに、作曲担当に復帰したメンケンとスティーヴン・シュワルツが作詞を担当。次いで1997年に公開された『ヘラクレス』は2億5200万ドル、すなわち『ノートルダムの鐘』より7300万ドル少ない興収を記録。これを受け、批評家からは『ポカホンタス』『ノートルダムの鐘』よりも肯定的な評価を得ていたにも関わらず、当時の各メディアではディズニー・アニメーションが低調気味になっていることをおおっぴらに示唆する論調が活発であった。また、この頃大きく台頭したピクサーやドリームワークス・アニメーションなどのライバル企業との競争が取り沙汰されることにもなった。

### 1998 - 99年：『ムーラン』と『ターザン』
1998年に公開された『ムーラン』では、音楽担当が一新され、スコアはジェリー・ゴールドスミス、挿入歌はマシュー・ワイルダーとデビッド・ジッペルが担当した。また、3億400万ドルの世界興収を稼いだことで、ディズニー作品の商業的かつ批判的な地位を一定維持することとなった。そして、翌1999年には『ターザン』が公開され、フィル・コリンズ歌唱の主題歌「ユール・ビー・イン・マイ・ハート」で『ポカホンタス』の「カラー・オブ・ザ・ウィンド」以来となるアカデミー歌曲賞を受賞。『ライオン・キング』以降のルネサンス期の作品では最も商業的に成功した作品となり、4億4800万ドルの興行収入を得て、批評家の間でも肯定的な批評が急速に広まった。本作は1億3000万ドルという当時最高額の予算による作品であり、その多くは「ディープキャンバス」として知られているコンピューターアシスト背景絵画技術といったふんだんに用いられた最新技術に充てられた。さらにルネサンス期の作品の中では、バーバンクの新拠点で制作作業の全行程が行われた初の作品であった。なお、『ターザン』以降に公開された作品の成績などを受け、一般的には『ターザン』公開をもってディズニー・ルネサンスの終わりとされる

## ディズニー・ルネサンス以降
1990年代のディズニー・ルネサンスを経て、2000年以降はピクサー・アニメーション・スタジオや、ドリームワークス・アニメーションなどによって作られたCGI映画との競争に直面し、成績の低迷や人員削減、コンピュータアニメーションへの転換などを経験、2006年にはピクサーを買収したことでスタジオの閉鎖も予想されるなど再び低迷期を迎えたディズニー・アニメーションであったが、ジョン・ラセター、エドウィン・キャットマルらの復帰・加入を機に、『プリンセスと魔法のキス』（2009）、『塔の上のラプンツェル』（2010）、『くまのプーさん』（2011）、『シュガー・ラッシュ』（2012）、『アナと雪の女王』（2013）、『ベイマックス』（2014）、『ズートピア』（2016）、『モアナと伝説の海』（2016）などが次々に商業的成功を収め、うち3作品がアカデミー長編アニメ映画賞を受賞して現在に至っている。

## 反応

### 評論家と世間の反応
ディズニー・ルネサンス時代に製作された多くの作品は、批評的にも高い評価を得た。特に前半の5作品中4作品（『リトル・マーメイド』、『美女と野獣』、『アラジン (1992年の映画)』、『ライオン・キング』）は、映画評論集計サイトRotten Tomatoesにおいて90%以上の肯定的なレビューにより最高評価を獲得している。しかしその一方で『ポカホンタス』は肯定的なレビューが56%と、ディズニー・ルネサンス時代の映画の中では最低の評価を得ている。
| 映画                                         | 監督                                        | Rotten Tomatoes                           | Metacritic      | CinemaScore |
| -------------------------------------------- | ------------------------------------------- | ----------------------------------------- | --------------- | ----------- |
| リトル・マーメイド                           | ロン・クレメンツ ジョン・マスカー           | 92% (8.1/10 average rating) (65 reviews)  | N/A             | N/A         |
| ビアンカの大冒険 ゴールデン・イーグルを救え! | ヘンデル・ブトイ マイク・ガブリエル         | 68% (6.2/10 average rating) (25 reviews)  | N/A             | N/A         |
| 美女と野獣                                   | ゲーリー・トゥルースデイル カーク・ワイズ   | 93% (8.4/10 average rating) (103 reviews) | 95 (22 reviews) | A+          |
| アラジン                                     | ロン・クレメンツ ジョン・マスカー           | 94% (8.1/10 average rating) (68 reviews)  | N/A             | A+          |
| ライオン・キング                             | ロジャー・アレーズ ロブ・ミンコフ           | 92% (8.3/10 average rating) (119 reviews) | 83 (14 reviews) | A+          |
| ポカホンタス                                 | マイク・ガブリエル エリック・ゴールドバーグ | 56% (6/10 average rating) (52 reviews)    | 58 (23 reviews) | A−          |
| ノートルダムの鐘                             | ゲイリー・トルースデール カーク・ワイズ     | 73% (7.1/10 average rating) (52 reviews)  | N/A             | A           |
| ヘラクレス                                   | ロン・クレメンツ ジョン・マスター           | 83% (7/10 average rating) (52 reviews)    | N/A             | A           |
| ムーラン                                     | バリー・クックトニー・バンクロフト          | 86% (7.5/10 average rating) (73 reviews)  | 71 (24 reviews) | A+          |
| ターザン                                     | ケヴィン・リマクリス・バック                | 88% (7.6/10 average rating) (104 reviews) | 79 (27 reviews) | A           |

### 興行収入
| 映画                                         | 公開日         | 興行収入       | 興行収入           | 興行収入       | 順位         | 順位     | 予算         | 出典   |
| 映画                                         | 公開日         | アメリカ合衆国 | アメリカ合衆国以外 | 世界全体       | アメリカ歴代 | 世界歴代 | 予算         | 出典   |
| -------------------------------------------- | -------------- | -------------- | ------------------ | -------------- | ------------ | -------- | ------------ | ------ |
| リトル・マーメイド                           | 1989年11月17日 | $111,543,479   | $99,800,000        | $211,343,479   | 521          | 581      | $40,000,000  | [ 53 ] |
| ビアンカの大冒険 ゴールデン・イーグルを救え! | 1990年11月16日 | $27,931,461    | $19,468,539        | $47,400,000    | 2500         | 2500     | $37,931,000  | [ 54 ] |
| 美女と野獣                                   | 1991年11月22日 | $218,967,620   | $224,033,956       | $443,001,576   | 125          | 194      | $25,000,000  | [ 55 ] |
| アラジン                                     | 1992年11月25日 | $217,350,219   | $286,700,000       | $504,050,219   | 131          | 139      | $28,000,000  | [ 56 ] |
| ライオン・キング                             | 1994年6月24日  | $422,783,777   | $564,700,000       | $987,483,777   | 14           | 24       | $45,000,000  | [ 57 ] |
| ポカホンタス                                 | 1995年6月23日  | $141,579,773   | $204,500,000       | $346,079,773   | 323          | 286      | $55,000,000  | [ 58 ] |
| ノートルダムの鐘                             | 1996年6月21日  | $100,138,851   | $225,200,000       | $325,338,851   | 623          | 314      | $100,000,000 | [ 59 ] |
| ヘラクレス                                   | 1997年6月27日  | $99,112,101    | $153,600,000       | $252,712,101   | 629          | 450      | $85,000,000  | [ 60 ] |
| ムーラン                                     | 1998年6月19日  | $120,620,254   | $183,700,000       | $304,320,254   | 444          | 347      | $90,000,000  | [ 61 ] |
| ターザン                                     | 1999年6月18日  | $171,091,819   | $277,100,000       | $448,191,819   | 228          | 179      | $130,000,000 | [ 62 ] |
| 総額                                         | 総額           | $1,460,027,535 | $1,943,668,539     | $3,403,696,074 | N/A          | N/A      | $635,931,00  | N/A    |

## 他のスタジオへの影響
ディズニー・ルネサンス時代におけるディズニーの成功は他の多くのアニメーションスタジオや映画製作会社の関心を集めた。大手の映画製作会社は新たにアニメーション部門（20世紀フォックス・アニメーション、ターナー・フューチャー・アニメーション、ワーナー・ブラザース・アニメーションなど）を設立した上、製作するアニメーション映画の作風をディズニー・スタイルのミュージカル調にすることで、ディズニーの成功を模倣することを試みた。しかし、そうして製作されたほとんどの作品は、興行収入でも思うような結果を残せず、評論家からの評価も芳しくなかった。主な例として『親指姫』や『魔法の剣 キャメロット』、『スワン・プリンセス』が挙げられる。しかし、20世紀フォックス・アニメーションの『アナスタシア』とドリームワークス・アニメーションの『プリンス・オブ・エジプト』、パラマウント映画の『サウスパーク/無修正映画版』 は、ディズニー映画と同じレベルの音楽と映画製作の質を実現した限られた映画とされている。

## 受賞歴
ディズニー・ルネサンスの10作品中9作品はアカデミー賞にノミネートされ、6作品は少なくとも1つのアカデミー賞を受賞した。とりわけ『美女と野獣』はアカデミー作品賞にノミネートされた初めてのアニメーション映画となった。10作品中9作品はアニー賞にノミネートされ、6作品が少なくとも1つの賞を受賞した。
| 年   | 映画               | アカデミー賞   | アカデミー賞 | アニー賞       | アニー賞 |
| 年   | 映画               | ノミネーション | 受賞         | ノミネーション | 受賞     |
| ---- | ------------------ | -------------- | ------------ | -------------- | -------- |
| 1989 | リトル・マーメイド | 3              | 2            | 0              | 0        |
| 1991 | 美女と野獣         | 6              | 2            | 2              | 2        |
| 1992 | アラジン           | 5              | 2            | 3              | 1        |
| 1994 | ライオン・キング   | 4              | 2            | 3              | 3        |
| 1995 | ポカホンタス       | 2              | 2            | 7              | 4        |
| 1996 | ノートルダムの鐘   | 1              | 0            | 13             | 0        |
| 1997 | ヘラクレス         | 1              | 0            | 6              | 4        |
| 1998 | ムーラン           | 1              | 0            | 12             | 10       |
| 1999 | ターザン           | 1              | 1            | 11             | 1        |

## サウンドトラック
| 年   | 映画               | アメリカ合衆国 | RIAA        |
| ---- | ------------------ | -------------- | ----------- |
| 1989 | リトル・マーメイド | 33             | 6× Platinum |
| 1991 | 美女と野獣         | 19             | 3× Platinum |
| 1992 | アラジン           | 6              | 3× Platinum |
| 1994 | ライオン・キング   | 1              | Diamond     |
| 1995 | ポカホンタス       | 1              | 3× Platinum |
| 1996 | ノートルダムの鐘   | 13             | Platinum    |
| 1997 | ヘラクレス         | 17             | Gold        |
| 1998 | ムーラン           | 25             | Gold        |
| 1999 | ターザン           | 5              | 2× Platinum |